# Moulineaux
Moulineaux ist eine französische Gemeinde mit 943 Einwohnern (Stand: 1. Januar 2022) im Département Seine-Maritime in der Region Normandie. Moulineaux gehört zum Arrondissement Rouen und ist Teil des Kantons Elbeuf (bis 2015: Kanton Grand-Couronne).

## Lage
Moulineaux liegt etwa 13 Kilometer südwestlich von Rouen an der Seine. Umgeben wird Moulineaux von den Nachbargemeinden Sahurs im Norden, Grand-Couronne im Osten, La Londe im Süden und Südwesten, Saint-Ouen-de-Thouberville im Westen sowie La Bouille im Westen und Nordwesten.
Durch die Gemeinde führt die Autoroute A13.

## Einwohnerentwicklung
| 1962                      | 1968 | 1975 | 1982 | 1990 | 1999 | 2006 | 2013 |
| ------------------------- | ---- | ---- | ---- | ---- | ---- | ---- | ---- |
| 462                       | 843  | 973  | 838  | 792  | 890  | 881  | 962  |
| Quelle: Cassini und INSEE |      |      |      |      |      |      |      |

## Sehenswürdigkeiten
- Kirche Saint-Jacques-le-Majeur aus dem 13. Jahrhundert
- Schloss Le Rouvray
- Burgruine Robert Le Diable aus dem 11./12. Jahrhundert, Monument historique
- Herrenhaus Caradas
- Schloss La Vacherie aus dem 17. Jahrhundert

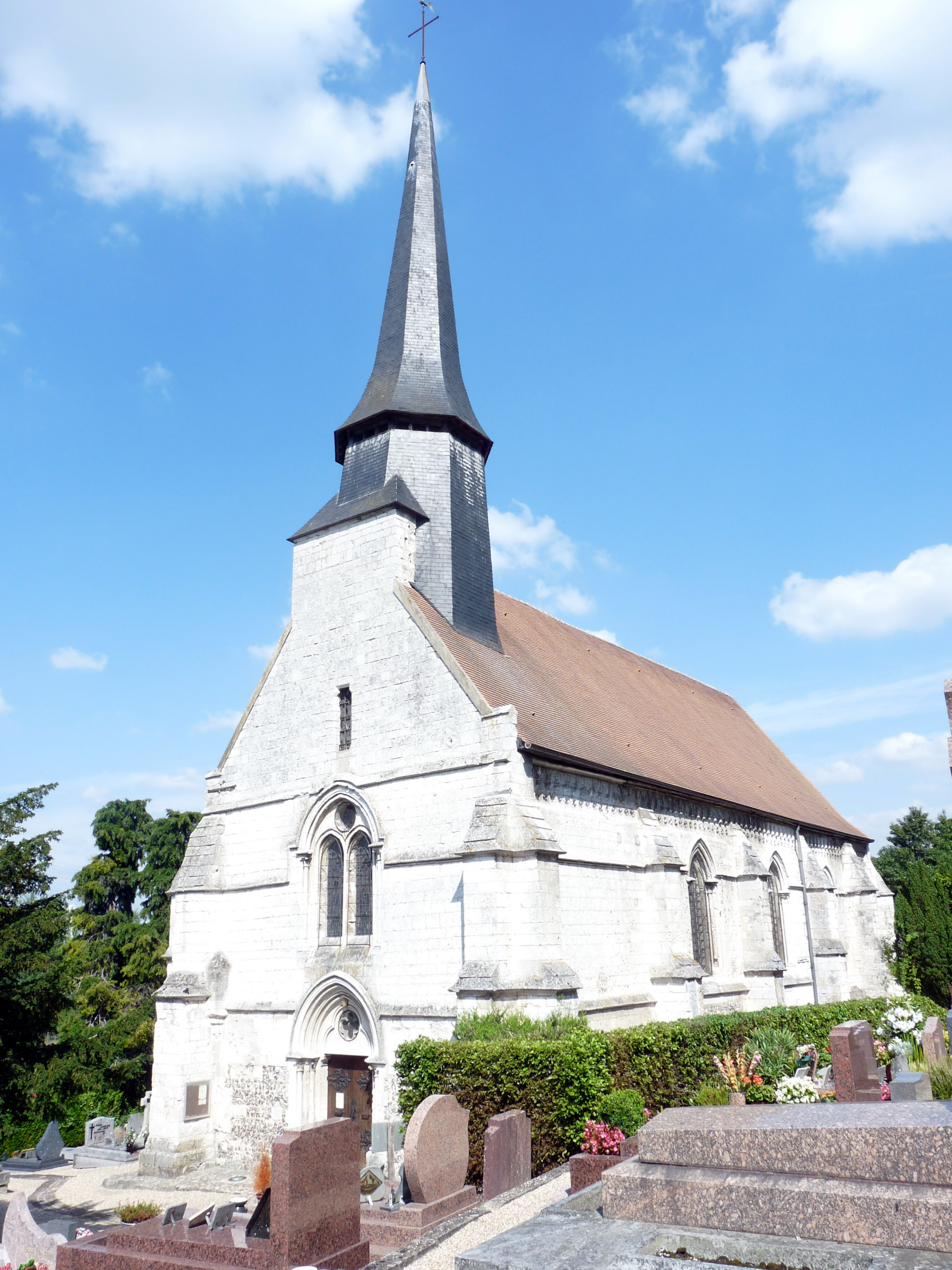
Kirche Saint-Jacques-le-Majeur
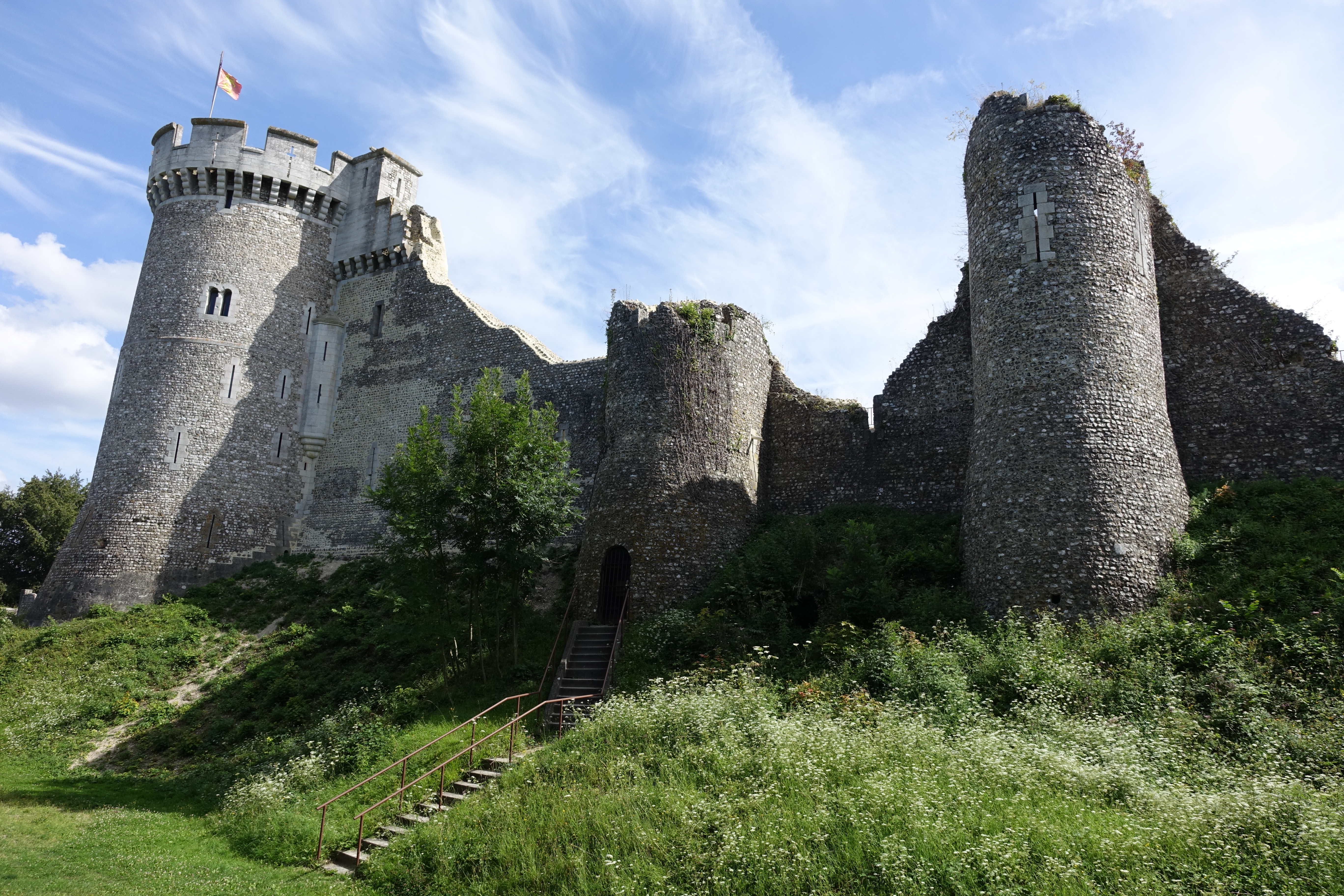
Burg Robert Le Diable

## Partnerschaften
Hemmingen in Niedersachsen ist seit 1966 Partnerstadt von Moulineaux.